# 次要音节
南亚语系中，次要音节是一个弱化的音节，后面跟着一个带声调或带重音的音节。次要音节常以/Cə/或/CəN/的形式出现，其中的元音弱化，如高棉语口语； 或以/CC/这样无元音的形式出现，如姆拉布里语/kn̩diːŋ/“肚脐”（次要音节/kn̩/)和/br̩poːŋ/“底部”（次要音节/br̩/)，以及卡西语kyndon/kn̩dɔːn/“规则”（次要音节/kn̩/)、syrwet/sr̩wɛt̚/“标志”（次要音节/sr̩/)、kylla/kl̩la/“变形”（次要音节/kl̩/)、symboh/sm̩bɔːʔ/“种子”（次要音节/sm̩/)和tyngkai/tŋ̩kaːɪ/ “节约”（次要音节/tŋ̩/)。这样的抑扬格模式有时也被称作倍半音节（sesquisyllabic），此术语由美国语言学家詹姆斯·马提索夫于1973年提出（Matisoff 1973:86)。
有时次要音节可以因语言接触产生。许多占语支语言和缅甸语在与南亚语系接触后演化出了次要音节。缅甸语的次要音节为/Cə/形式，声母无复辅音、无韵尾、声调。
原始台语和上古汉语的较新构拟也包含倍半音节词根，现代台语支和现代汉语已经完全转化为单音节。